# Río Cara-Paraná
Río Cara-Paraná är ett vattendrag i Colombia.   Det ligger i departementet Amazonas, i den södra delen av landet, 700 km söder om huvudstaden Bogotá.